# Reversione tumorale
Per reversione tumorale si intende il processo tramite il quale il fenotipo delle cellule tumorali si trasforma da maligno a benigno. A seguito di questo processo le cellule tumorali riacquistano una morfologia normale e perdono alcune caratteristiche maligne quali la capacità di migrare ed invadere altri tessuti.

## La ricerca

### Le prime osservazioni
Le prime osservazioni risalgono alla fine degli anni 60 quando Robert Pollack riuscì per la prima volta ad isolare cellule tumorali revertenti, ossia spontaneamente ritornate benigne. Fu il premio Nobel James Watson che ai tempi dirigeva il Cold Spring Harbor Laboratory a reclutare il giovane Robert Pollack proprio per avviare un programma di ricerca sulla reversione tumorale. Parallelamente tra la fine degli anni '50 e gli anni '70 Gordon Barry Pierce direttore del laboratorio di patologia presso l'Università del Colorado dimostrò che il microambiente embrionale era in grado di controllare lo sviluppo delle cellule tumorali. Le osservazioni di Pierce furono confermate dai lavori sui topi effettuati da Ralph Lawrence Brinster che impiantando cellule tumorali di teratocarcinoma all'interno di blastocisti murine ottenne la nascita di topi sani. Risultati analoghi furono ottenuti nel 1975 da Beatrice Mintz e Karl Illmensee presso il National Cancer Institute di Philadelphia.

### La ricerca sui meccanismi
Successivamente diversi ricercatori dimostrarono come sostanze estratte dal microambiente embrionale fossero in grado di regolare la crescita tumorale e promuovere la reversione del fenotipo tumorale da maligno a benigno. È stato Adam Telerman ad introdurre il termine tumor reversion e a riprendere i lavori di Robert Pollack. Nel 2009 Telerman ha pubblicato un lavoro nel quale ha messo in luce alcuni dei meccanismi coinvolti nei processi di reversione tumorale identificando nella TCTP (Translationally Controlled Tumor Protein) una proteina chiave che, se inibita nella sua produzione, può favorire i processi di reversione tumorale. Nel 2019 Mariano Bizzarri ha dimostrato che speciali estratti di uova di pesce (stamisoma) prelevati da diverse fasi di sviluppo di uova di zebrafish e trota sono in grado di ridurre i livelli di TCTP e favorire i processi di reversione tumorale su linee cellulari di tumore del seno. Bizzarri ha istituito all'interno del laboratorio di Biologia dei Sistemi da lui diretto un programma di ricerca interamente indirizzato alla tumor reversion.

### L'induzione della reversione tumorale
Dopo aver identificato uno specifico mix di microRNA coinvolti nei processi di reversione tumorale, Bizzarri ha avviato una ricerca verso lo sviluppo di possibili futuri farmaci a base di microRNA in grado di modulare l'espressione del fenotipo delle cellule tumorali Nel 2016 Robert Pollack ha ripreso gli studi sulla reversione tumorale e insieme ad Adam Telerman e Robert Amson ha iniziato a testare alcune molecole che sembrano essere in grado di favorire i processi di reversiione tumorale, come ad esempio la sertralina. Nel 2023 è stato pubblicato su Nature un lavoro realizzato da due ricercatori dell'Istituto di Ricerca sul Cancro della Sud Corea nel quale sono stati confermati i precedenti lavori sulla reversione tumorale.